# Russell Anderson
Russell Anderson, né le 25 octobre 1978 à Aberdeen (Écosse), est un ancien footballeur écossais, qui évoluait au poste de défenseur central. 
Anderson n'a marqué aucun but lors de ses onze sélections avec l'équipe d'Écosse depuis 2002.

## Biographie
Le 12 décembre 2011, il parvient à un accord avec Derby pour rompre son contrat.

## Palmarès

### En équipe nationale
- 11 sélections et 0 but avec l'équipe d'Écosse depuis 2002.

### Personnel
- Membre de l'équipe-type de Scottish Premier League en 2007